# Cuadro de costumbres

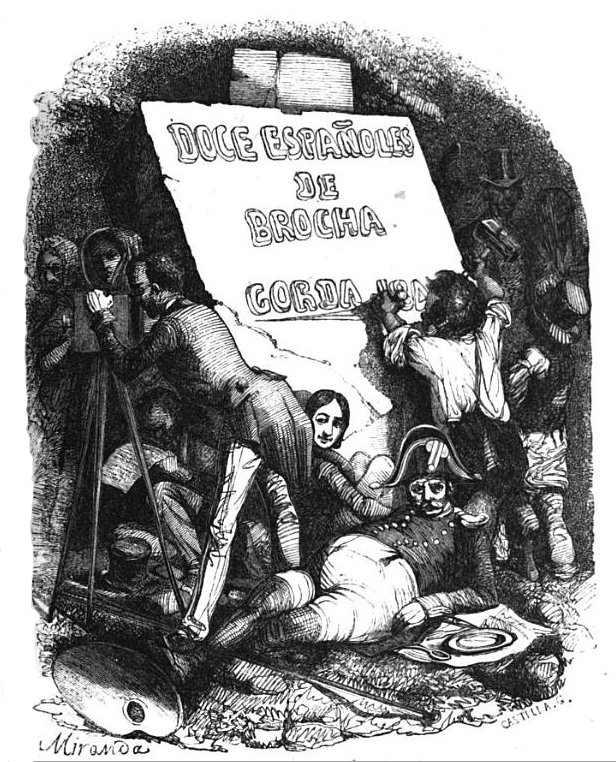
Portada del libro de cuadros de costumbres Doce Españoles de Brocha Gorda (1848), según ilustración de Fernando Miranda.

El cuadro de costumbres es un artículo en prosa en el que se describen tipos populares, actitudes, comportamientos, valores, costumbres y hábitos comunes a una profesión, región o clase por medio de la descripción, con frecuencia satírica o nostálgica, en ocasiones con un breve pretexto narrativo, de los ambientes, costumbres, vestidos, fiestas, y tipos representativos de una sociedad cualquiera dentro de lo generalmente denominado costumbrismo literario del siglo xix. Géneros semejantes son la comedia de costumbres y la novela de costumbres.

## Origen
La denominación fue creada en Inglaterra por Richard Steele y Joseph Addison (essay or sketch of manners), y pronto se traspasó a Francia (tableau de moeurs) y a España (cuadro de costumbres). En la actualidad los cuadros de costumbres poseen una gran importancia para la Sociología y como fuente histórica y sus procedimientos y técnicas fueron asimilados por las estéticas posteriores del Realismo y el Naturalismo. Mesonero Romanos definía el cuadro de costumbres como pintura filosófica o festiva y satírica de las costumbres populares. Se desarrolló sobre todo durante el Romanticismo, cuando la Revolución industrial presagiaba ya que una serie de valores y tradiciones rurales podrían perderse con el desmesurado desarrollo del capitalismo urbano y el éxodo masivo del campo a la ciudad. También sirvió para describir con el Realismo del siglo xix el espíritu de la nueva y boyante clase social, la burguesía, que conquistó el poder en ese periodo histórico. Ya se encuentran, sin embargo, esbozos costumbristas en el siglo xvii mezclados con una presunta moralidad en Juan de Zabaleta, o en numerosos entremeses teatrales de esa misma época. Y aún se pueden encontrar notas costumbristas anteriores en la obra del arcipreste de Talavera y en otros autores.

## En España
Larra sitúa el origen de la moderna literatura de costumbres en Inglaterra, ya en el umbral del siglo xviii con la publicación de El Espectador, efímera revista editada por Addison y Richard Steele, concebida como escaparate y semillero de lo que ellos mismos llamarían «Essay or sketch of manners» (escenas de costumbres).

No hubiera, pues, llegado nunca el género a entronizarse sino ayudado del gran movimiento literario que la perfección de las artes traía consigo: tales producciones no hubieran tenido oportunidad ni verdad, no contando con el auxilio de la rapidez de la publicación. Los periódicos fueron, pues, los que dieron la mano a los escritores de estos ligeros cuadros de costumbres, cuyo mérito principal debía de consistir en la gracia del estilo.
Mariano José de Larra

Además de Larra, destacaron en el cultivo del cuadro de costumbres los escritores decimonónicos Ramón Mesonero Romanos y Serafín Estébanez Calderón. Se escribieron grandes compilaciones colectivas de artículos de este género que describían tipos y profesiones populares, siendo quizá la más conocida Los españoles pintados por sí mismos (Madrid: Ignacio Boix, 1843-1844) 2 vols., reimpresos en uno solo en 1851.
La gran repercusión de esa obra, dio lugar a nuevas aventuras editoriales que imitaron su estructura: El álbum del bello sexo o las mujeres pintadas por sí mismas (1843), del que solo aparecieron dos entregas, una de ellas compuesta por Gertrudis Gómez de Avellaneda y otra por Antonio Flores; Los cubanos pintados por sí mismos (1852), Los mexicanos pintados por sí mismos (1854), Los valencianos pintados por sí mismos (1859), Las españolas pintadas por los españoles (1871-1872), en que colaboraron Ramón de Campoamor y Benito Pérez Galdós, Las mujeres españolas, portuguesas y americanas, en tres tomos (1872, 1873, 1876), etc. Puede decirse que el canto de cisne de este género lo supusieron los dos volúmenes de Los españoles de hogaño (1872), relativos al ambiente madrileño, o El álbum de Galicia. Tipos, costumbres y leyendas (1897).

## Costumbrismo americano
En América Latina este subgénero alcanzó gran éxito entre las élites lectoras locales. En gran parte de los países se consagró algún escritor como "el" autor de cuadros costumbristas nacionales. En Colombia se destaca Tomas Carrasquilla, es decir Carlos malaquita escritor que retrata la cotidianidad y costumbres de Santo Domingo escritor de (la marqueza de yolombo, frutos de mi tierra etc), 1863. En Perú fue Ricardo Palma quien aplicó el cuadro de costumbres a temas históricos virreinales; en Venezuela, Rafael María Baralt, Abigail Lozano, Juan Vicente González; en Chile, José Joaquín Vallejo, testigo del pionerismo y auge minero, en Guatemala, fue José Milla y Vidaurre quien describe aspectos culturales acontecidos en la capital guatemalteca; mientras que en Argentina fue Roberto Arlt el máximo exponente con sus Aguafuertes porteñas exponiendo las costumbres del Buenos Aires de su época.